# Ángel Bargas
Ángel Bargas (29 de outubro de 1946) é um ex-futebolista argentino que competiu na Copa do Mundo FIFA de 1974.